# Bombonati (cognome)
Bombonati è un cognome di lingua italiana.

## Varianti
Bombonato.

## Origine e diffusione
Cognome tipicamente settentrionale, è presente prevalentemente in Lombardia.
Potrebbe essere una variante di Boni e avere come significato "che tu sia ben nato" (risultando quindi affine al cognome Bennato.

## Persone
- Giorgio Bombonati – militare e aviatore italiano